# Calceolaria purpurascens
Calceolaria purpurascens là một loài thực vật có hoa trong họ Calceolariaceae. Loài này được (Kraenzl.) Molau mô tả khoa học đầu tiên năm 1981.